# Grănicești
Grănicești es una comuna ubicada en el distrito de Suceava, Rumania.

## Superficie
Posee una superficie de 49,41 kilómetros cuadrados.

## Demografía
Hasta 2021 la población era de 5263 habitantes, con una densidad de población de 106,5 habitantes por kilómetro cuadrado.